# ZeiramZone
ZeiramZone (ゼイラムゾーン) estilizado como ZËIЯAMZΘNE, é um jogo eletrônico de Beat 'em up e Luta com jogabilidade arcade. Foi desenvolvido e publicado pela Banpresto; e lançado para PlayStation em 13 de dezembro de 1996. O jogo é parcialmente baseado na duologia dos filmes Zeiram e Zeiram 2 (dirigidos por Keita Amemiya e protagonizados pela atriz Yuko Moriyama no papel de "Iria"), apresentando uma história original junto com uma série de novos inimigos.

## Descrição
Iria, uma Caçadora de Recompensas estava a investigar uma misteriosa corporação, quando se depara com uma antiga super arma alienígena conhecida como Zeiram...